# 2019年西伯利亞火災
2019年西伯利亞火災在7月始於克拉斯諾亞爾斯克邊疆區北部、薩哈共和國、外貝加爾邊疆區等偏遠地區，8月中時有540萬公頃土地正在燃燒，據綠色和平估計2019年初至8月16日已燒燬1490萬公頃土地。山火使得西伯利亞的主要城市出現毒霧。五個聯邦主體曾進入區域性緊急情況。9月30日，官方稱大火已全數撲滅。

## 起因
自然資源與環境部長德米特里·科比爾金指旱天雷是火災的主要原因；但據緊急情況部稱，「空中偵察顯示大部分火災都位於道路附近，說明火災的起因是人們不小心處理火種」，而滅火措施不足是火災蔓延的原因。
伐木業人士及環保組織則認為有可能源於故意縱火以隱藏大規模的非法採伐及對外出售木材。
據自然資源與環境保護部2014年7月8日的《俄羅斯聯邦關於核准森林火災滅火規則》，若火災沒有對聚居地或經濟設施造成威脅，而撲滅火災的成本預計比其損害更大，則當地部門可決定不滅火。另外規則引入了控制區的概念，指偏遠和交通不便的地區。相關的規則解釋為何火災的應對措施不足，大部分地區的火未有消防員撲救。大量的濃煙讓航空滅火不安全，至8月6日空中森林保護局只能撲救14萬公頃共161處的火頭，並監察其餘地區的火勢。
此外2006年新的《森林法》通過後，俄羅斯的護林員從7萬人減少了1萬2千人，也被認為是火災發生的原因之一。

## 過程
自2019年春季以來，伊爾庫茨克地區已發生350起森林大火，其總面積達到91.53萬公頃，比2018年同期高出14倍。
至7月26日，西伯利亞的火災面積達300萬公頃（相當於比利時的面積），由於缺乏資金或因火災範圍在控制區內，該地區九成的火災未被撲滅。火災的濃煙到達伏爾加河和哈薩克斯坦南部。伊爾庫茨克地區中基廉斯克及馬馬的機場因能見度為零而取消航班並關閉。
7月29日據NASA地球觀測站指俄羅斯境內形成了一個煙霧罩，覆蓋面積超過450萬平方公里。另外克拉斯諾亞爾斯克行長官亞歷山大·烏斯表示撲救西伯利亞部分地區的火災沒有意義，因會使得救援人員處於危險之中。
7月30日，空中森林保護局95％的人員和所有可用設備協助地區消防隊滅火。另有100名專業傘兵移師克拉斯諾亞爾斯克地區，以防止火勢蔓延鄰近地區。自然資源與環境部長德米特里·科比爾金稱水文氣象與環境監測局一直在監測空氣中允許的煙霧濃度，而該天早上没有超標。五個聯邦進入區域性緊急情況，俄羅斯總理梅德韋傑夫下令加強聯邦緊急情況部的工作，並指示各地區領導人親自處理這場災害。煙霧到達蒙古首都烏蘭巴托。
7月31日，俄羅斯總統弗拉基米尔·普京指示國防部軍人參與滅火。
8月5日，綠色和平引用來自ISDM-Rosleskhoz的數據，超過430萬公頃的土地在燃燒（相當於莫斯科的面積），超過1300萬公頃的土地燒燬（相當於希臘的面積）。
8月11日，基廉斯克與伊爾庫茨克北部聚居地的航空交通由於濃煙中斷，兩地亦無水上交通。
8月14日，已經有2.25億噸二氧化碳排放到地球大氣層中。消防人員正撲滅256.8萬公頃中的173個火頭。
8月16日，540萬公頃的土地在燃燒，1490萬公頃的土地燒燬。據伊爾庫茨克新聞有315名傘兵、174名護林員、256名公民參與撲火，並調配91個單位的設備。兩架別-200水上飛機共灑水3萬1千噸，另有Mi-8直升機參與人員部署。
8月30日，據俄羅斯水文氣象中心主任羅曼·維利凡德稱，西伯利亞和阿拉斯加的火災煙霧妨礙了極地地區氣象學家的工作，使得在晴朗的天氣也無法進行分析。此外他又指西伯利亞的大規模森林大火加速了北極地區的冰層融化，因為灰燼沉積在雪中和冰上令陽光反射減弱。科學家觀察到格陵蘭冰原的九成正在融化，是前所未見的。
8月31日，據報導空中森林保護局主動撲滅37,313公頃的124起森林火災，比昨日撲滅30,848公頃的144起火災有所增加。阿爾泰邊疆區自然部指由於火災，克拉斯諾亞爾斯克地區的野生動物（狼，猞猁，熊和野猪）從森林遷移，建議居民不要在森林散步。
9月20日，報導指一項相關法案已提交國家杜馬，該法案讓聯邦緊急情況部有義務撲滅所有大火，包括森林大火。此外也提到9月初伊爾庫茨克和克拉斯諾亞爾斯克已終止其緊急情況。
9月30日，空中森林保護局聲稱已撲滅所有活躍的野火。俄羅斯聯邦林業局初步估計由2019年年初直至當天，森林大火所造成的經濟損失大約有70億盧布。

## 影響
在火災期間，數以億噸的二氧化碳釋放到大氣中，永久凍土的融化亦釋放大量甲烷，加速了全球暖化（而全球暖化也助長火災蔓延）。森林資源的破壞也影響到俄羅斯的收益來源。
火災的濃煙影響了西伯利亞以至車里雅賓斯克、葉卡捷琳堡等西方城市的空氣質素，也曾使得基廉斯克及馬馬的機場因能見度為零而關閉。據NASA7月31日的觀測，濃煙已伸延至阿拉斯加，並可能與當地的火災的煙混合而到達加拿大。

## 應對

### 俄羅斯
俄羅斯總理梅德韋傑夫下令調查有關人為引發火災以掩飾非法砍伐的指控是否屬實；另外亦建議審查各地區滅火的相關法規，由於它們目前只涉及火災區域而非可能的擴散區域，並下令與外地專家研究火災的應對措施。
此外克拉斯諾亞爾斯克的當地部門亦涉嫌忽視這場火災接受調查。

### 外國
7月31日，美國總統唐纳德·特朗普在與弗拉基米尔·普京的電話談話中提出協助俄方應對火災，而普京感謝並婉拒。
8月2日，意大利總理朱塞佩·孔特在推特中邀請俄羅斯聯邦與其民防部門合作，並願意提供兩架飛機。

## 另見
- 2010年俄羅斯森林大火